# Wereldkampioenschappen synchroonzwemmen 1982 – Team vrouwen
Het team vrouwen tijdens de wereldkampioenschappen synchroonzwemmen 1982 vond plaats in Guayaquil, Ecuador.

## Uitslag
De eerste acht teams, hier aangegeven met groen, gingen door naar de finale.
| Rang   | Naam | Land                | Kwalificatie | Kwalificatie | Finale        | Finale        |
| Rang   | Naam | Land                | Punten       | Rang         | Punten        | Rang          |
| ------ | --- | ------------------- | ------------ | ------------ | ------------- | ------------- |
| Goud   | Janet Arnold Wendy Barber Erin Barr Sharon Hambrook Kelly Kryczka Chantal Laviolette Renee Paradis Penny Vilagos Vicky Vilagos Carolyn Waldo    | Canada              | 186,6584     | 1            | 188,2584      | 1             |
| Zilver | Tara Cameron Candy Costie Sarah Josephson Tracie Ruiz Holly Spencer Mary Visniski Robin Waller Marie White                                      | Verenigde Staten    | 185,4334     | 2            | 186,8334      | 2             |
| Brons  | Ikuko Abe Kazuno Fujiwara Masako Fujiwara Tomoko Ishi Chikako Ishi Saeko Kimura Miwako Motoyoshi Takiyo Sasao                                   | Japan               | 180,4500     | 3            | 182,0500      | 3             |
| 4      | Catrien Eijken Marijke Engelen Marleen Engelen Petri Engels Margo Siebel Esther Theisen Judith van den Berg Ilse Westbroek                      | Nederland           | 170,2896     | 5            | 172,6896      | 4             |
| 5      | Alison Bowler Patricia Combs Deborah Cook Tracy Cook Amanda Dodd Deborah Golding Caroline Holmyard Philippa Sutton Carolyn Wilson               | Verenigd Koninkrijk | 170,5000     | 4            | 172,1000      | 5             |
| 6      | Cornelia Blanc Edith Boss Beatrix Ehrenzeller Maja Mast Irene Singer Karin Singer Caroline Sturzenegger Susanne Widmer                          | Zwitserland         | 164,5209     | 6            | 166,7209      | 6             |
| 7      | Anette Feil Gudrun Hänisch Kerstin Jorkisch Christine Lang Gerlind Scheller Annette Schubert                                                    | Duitsland           | 161,4792     | 7            | 163,6792      | 7             |
| 8      | Graciela Arce Lourdes Candini Teresa Galves Maria Luz Gonzales Claudia Novelo Norma Ochoa Zazil Olivares Veronica Pavon Maria del pilar Ramirez | Mexico              | 158,7876     | 8            | 160,5875      | 8             |
| 9      | Monica Adames Francy I. Avila Monica P. Berrio Janeth Hatiuzka Maria Martinez Maria C. Salazar Gloria M. Trujillo Iliana Valdes Maria E. Valdes | Colombia            | 155,8208     | 9            | Uitgeschakeld | Uitgeschakeld |
| 10     | Paula Carvalho Tessa Carvalho Monica Fortuna Pontes Maria Reis Erica Rocha Ana Santos Lucianne Serra Vivian Silva                               | Brazilië            | 155,7688     | 10           | Uitgeschakeld | Uitgeschakeld |
| 11     | Susanna de Angelis Pamela Leli Barbara Lo Monaco Paola Lugli Mara Pastore Alessandra Ripetti Livia Rosati Antonella Terenzi Lorena Zenobi       | Italië              | 151,0688     | 11           | Uitgeschakeld | Uitgeschakeld |
| 12     | Amal Ahmed Fadwa Eid Manal Eid Hanaa Emara Sahar Farouk Naila Helal Iman Mostafa Nimet Tousson Omneya Tousson                                   | Egypte              | 137,2688     | 12           | Uitgeschakeld | Uitgeschakeld |